# Калихиваи
Калихиваи (гав. Kalihiwai — букв. «край с потоком») — статистически обособленная местность, расположенная в округе Кауаи, штат Гавайи, США.

## География

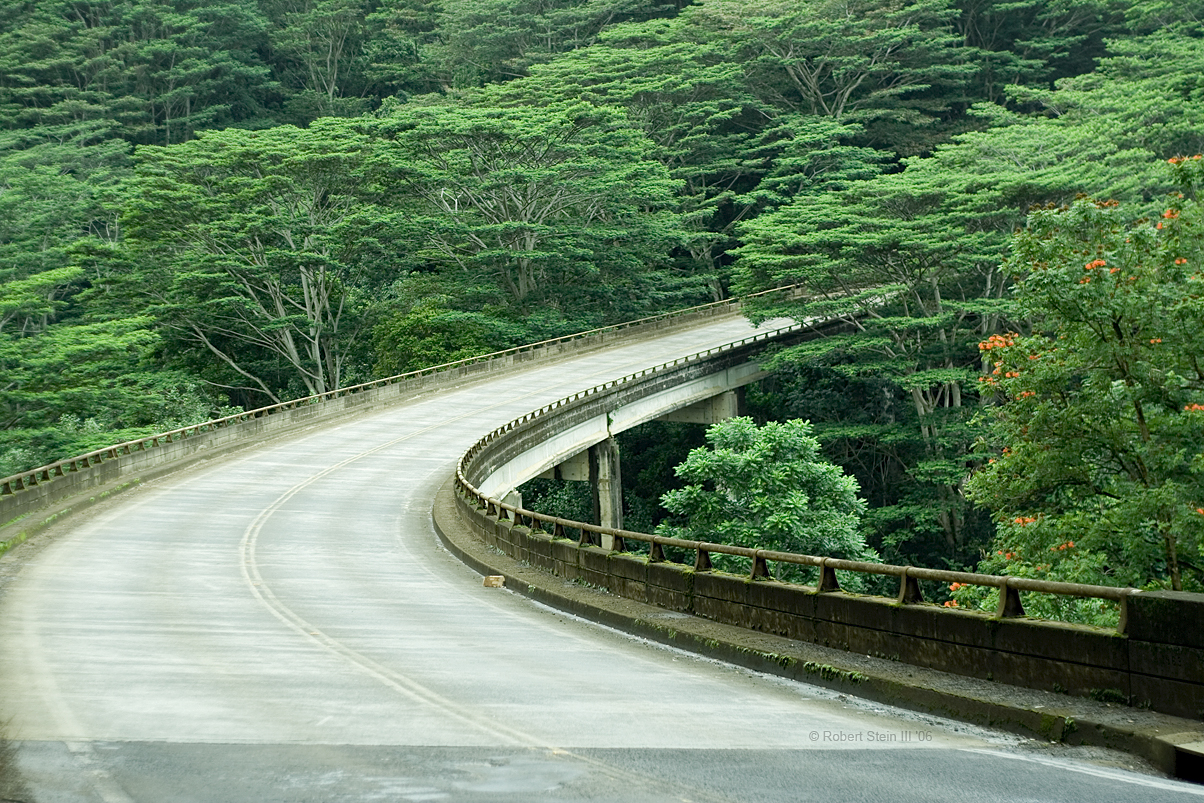
Мост Калихиваи, Шоссе Кухио 56

Согласно Бюро переписи населения США статистически обособленная местность Калихиваи имеет общую площадь 19,2 квадратных километров, из которых 16,3 км2 относится к суше и 2,9 км2 или 14,84 % — к водным ресурсам.

## Демография
По данным переписи населения за 2000 год в Калихиваи проживало 717 человек, насчитывалось 280 домашних хозяйств, 182 семьи и 394 жилых дома. Средняя плотность населения составляла около 43,9 человек на один квадратный километр.
Расовый состав Калихиваи по данным переписи распределился следующим образом: 72 % белых, <1 % — чёрных или афроамериканцев, 10 % — азиатов, 4 % — коренных жителей тихоокеанских островов, 13 % — представителей смешанных рас, 1 % — других народностей. Латиноамериканцы составили 3 % населения.
Из 280 домашних хозяйств в 36 % — воспитывали детей в возрасте до 18 лет, 50 % представляли собой совместно проживающие супружеские пары, в 10 % семей женщины проживали без мужей, 35 % не имели семьи. 25 % от общего числа семей на момент переписи жили самостоятельно, при этом 4 % составили одинокие пожилые люди в возрасте 65 лет и старше. В среднем домашнее хозяйство ведут 2,56 человек, а средний размер семьи — 3,04 человек.
Население Калихиваи по возрастному диапазону (данные переписи 2000 года) распределилось следующим образом: 26 % — жители младше 18 лет, 6 % — между 18 и 24 годами, 28 % — от 25 до 44 лет, 34 % — от 45 до 64 лет и 6 % — в возрасте 65 лет и старше. Средний возраст жителей составил 40 лет. На каждые 100 женщин приходилось 106,6 мужчин, при этом на каждые сто женщин 18 лет и старше приходилось 97 мужчин также старше 18 лет.

## Экономика
Средний доход на одно домашнее хозяйство Калихиваи составил 42 083 долларов США, а средний доход на одну семью — 50 536 долларов. При этом мужчины имели средний доход в 37 143 долларов в год против 30 125 долларов среднегодового дохода у женщин. Доход на душу населения составил 37 062 долларов в год. 14 % от всего числа семей в местности и 14 % от всей численности населения находилось на момент переписи за чертой бедности, при этом 12 % из них были моложе 18 лет и 25 % — в возрасте 65 лет и старше.